# HD113001
HD113001 — хімічно пекулярна зоря спектрального класу O9, що має видиму зоряну величину в смузі V приблизно 10,5.
Вона  розташована на відстані близько 805,3 світлових років від Сонця.